# Francesca Tonani
Francesca Tonani (Lodi, 24 novembre 1985) è una calciatrice italiana, di ruolo difensore, dal luglio 2017 svincolata.

## Carriera
Francesca Tonani è cresciuta calcisticamente nel Milan, nelle giovanili del quale è entrata a far parte all'età di circa tredici anni. Dopo tre anni è passata alla Riozzese, che all'epoca disputava il campionato di Serie D. Con la società di Riozzo ha giocato fino al 2009, arrivando fino alla Serie A, disputata nei campionati 2007-2008 e 2008-2009. Nell'estate del 2009, a seguito della retrocessione della Riozzese e alla sua mancata iscrizione, Francesca Tonani si è trasferita al Mozzanica. Alla prima stagione con il Mozzanica ha vinto il campionato di Serie A2, tornando a disputare la massima serie.

## Palmarès
- Campionato italiano di Serie A2: 2

Riozzese: 2006-2007
Mozzanica: 2009-2010